# Sanankoro
Sanankoro fou una antiga població de Guinea, avui part de Kérouané. Al segle xix les dues poblacions formaven entitats separades i estaven a uns 4 km una de l'altra, al final d'una plana de 8 km coneguda com plana de Sanankoro-Kérouané. Fou conquerida pels francesos el 1892.